# スロヴェニア百科事典
スロヴェニア百科事典（Enciklopedija Slovenije）はスロヴェニアに関する百科事典である。1987年から2002年に発刊された。スロベニア芸術科学アカデミーの援助でムラディンスカ・クニィーガ（Mladinska knjiga）が編集した。

## 編集員
- マリャン・ヤヴォルニク（Marjan Javornik）
- ドゥシャン・ヴォグラル（Dušan Voglar）
- アレンカ・デルマスティア（Alenka Dermastia）

## 執筆者
- ライコ・パウロヴェツ（Rajko Pavlovec）
- ブラシ・レスマン（Blaž Resman）
- ヤネス・ステルガル（Janez Stergar）
- ズドラウコ・ムリナル（Zdravko Mlinar）
- ペテル・ヴァイス（Peter Weiss）
- トネ・ヴラベル（Tone Wraber）
- アレシュ・クルバウチチ（Aleš Krbavčič）
- トネ・フェレンツ（Tone Ferenc）

## 巻
1. A-Ca. - 1987. - XVII, 421 ページ  - 30.000部販売
2. Ce-Ed. - 1988. - XV, 416 ページ  - 31.000 部
3. Eg-Hab. - 1989. - XV, 416 ページ  - 30.000 部
4. Hac-Kare. - 1990. - XVII, 416 ページ  - 30.000 部
5. Kari-Krei. - 1991. - XV, 416 ページ  - 22.000 部
6. Krek-Marij. - 1992. - XV, 416 ページ  - 20.000 部
7. Marin-Nor. - 1993. - XV, 416 ページ  - 20.000 部
8. Nos-Pli. - 1994. - XVI, 416 ページ  - 20.000 部
9. Plo-Ps. - 1995. - XV, 416 ページ  - 20.000 部
10. Pt-Savn. - 1996. - XV, 416 ページ  - 20.000 部
11. Savs-Slovenska m. - 1997. - XV, 416 str. - 18.000 部
12. Slovenska n-Sz. - 1998. - XV, 416 ページ  - 18.000 部
13. Š-T. - 1999. - XV, 416 ページ  - 18.000 部
14. U-We. - 2000. - XV, 416 ページ  - 15.000 部
15. Wi-Ž ; Overview. - 2001. - XV, 416 ページ  - 15.000 部
16. Appendix A-Ž ; Contents. - 2002. - XV, 416 ページ - 15.000 部